# Hans Robert Weihrauch
Hans Robert Weihrauch (* 13. Februar 1909 in Metz; † 21. September 1980) war ein deutscher Kunsthistoriker.

## Leben
Hans Robert Weihrauch studierte Kunstgeschichte und wurde 1933 an der Universität Frankfurt promoviert. 1938 trat er in die NSDAP ein. Von 1939 bis 1946 war er Leiter der Städtischen Kunstsammlungen Augsburg. Hier war er am Raub von Kunstgut aus jüdischem Besitz beteiligt. Vom 15. Februar 1943 bis 7. September 1945 war er bei der Heeresdienststelle »Chef der Heeresmuseen«, die auch mit dem Raub von Kunstgut in den von der Wehrmacht besetzten Ostgebieten befasst war. Nachweislich war er am Kunstraub in Minsk, Riga und Schloss Wilanów bei Warschau beteiligt. Ab 1946 war er am Bayerischen Nationalmuseum tätig, von 1968 bis zu seinem Ruhestand 1974 als dessen Generaldirektor.
Sein Sohn war der Arzt Thomas Robert Weihrauch (1942–2022).

## Veröffentlichungen (Auswahl)
- Studien zum bildnerischen Werke des Jacopo Sansovino (= Zur Kunstgeschichte des Auslandes. Heft 135). Heitz, Straßburg 1935 (Dissertation).
- Notizen zum Kreis des Adriaen de Vries. In: Zeitschrift des Historischen Vereins für Schwaben. Band 54, Augsburg 1941, S. 397–401 (daten.digitale-sammlungen.de).
- Bronze, Bronzeguß, Bronzeplastik. In: Reallexikon zur Deutschen Kunstgeschichte. Band 2, 1944, Sp. 1182–1216 (Digitalisat).
- Georg Schweigger (1613–1690) und sein Neptunbrunnen für Nürnberg. In: Anzeiger des Germanischen Nationalmuseums 1940–1953. Berlin 1954, S. 87–143.
- Hanns Georg Fux. Elfenbeinschnitzer und Bildhauer in Straubing (= Straubinger Hefte. 18). Johannes-Turmair-Gymnasium, Straubing 1968.
- Die Bildwerke in Bronze und in anderen Metallen. Mit einem Anhang; Die Bronzebildwerke des Residenzmuseums (= Bayerisches Nationalmuseum München Kataloge. Band 13, 5). Bruckmann, München 1956. (Digitalisat)
- Europäische Bronzestatuetten 15.–18. Jahrhundert. Klinkhardt und Biermann, Braunschweig 1967.